# Persone di cognome Hoffman
| Questa pagina contiene informazioni ricavate automaticamente dalle voci biografiche con l'ausilio del template Bio e di un bot. L'aggiornamento è periodico e automatico e ricostruisce completamente la pagina. Se manca una persona in questa lista, sei pregato di non aggiungerla, ma accertati piuttosto che la sua voce biografica contenga il template Bio e che i dati anagrafici siano correttamente compilati. Se il template Bio manca, inseriscilo tu stesso o, in alternativa, metti l'avviso {{tmp\|Bio}} che ne segnala la mancanza. Se i dati riportati sono sbagliati, correggi direttamente la voce biografica; le modifiche saranno visibili in questa lista entro pochi giorni. Per chiarimenti vedi il progetto biografie. La lista contiene solo le 45 persone che sono citate nell'enciclopedia e per le quali è stato implementato correttamente il template Bio. Pagina aggiornata al 3 nov 2022. |

Questa è una lista di persone presenti nell'enciclopedia che hanno il cognome Hoffman, suddivise per attività principale.

## Allenatori di football americano(1)
- Steve Hoffman, allenatore di football americano statunitense (Camden, n.1958)

## Allenatori di pallacanestro(1)
- Bob Hoffman, allenatore di pallacanestro statunitense (Oklahoma City, n.1957)

## Astronauti(1)
- Jeffrey Hoffman, ex astronauta e astrofisico statunitense (Brooklyn, n.1944)

## Attivisti(1)
- Abbie Hoffman, attivista e politico statunitense (Worcester, n.1936 - Solebury, † 1989)

## Attori(10)
- Cooper Hoffman, attore statunitense (New York, n.2003)
- Dustin Hoffman, attore, regista e produttore cinematografico statunitense (Los Angeles, n.1937)
- Jake Hoffman, attore statunitense (Los Angeles, n.1981)
- Jackie Hoffman, attrice statunitense (Queens, n.1960)
- Viva, attrice statunitense (Syracuse, n.1938)
- Otto Hoffman, attore statunitense (New York, n.1879 - Los Angeles, † 1944)
- Philip Seymour Hoffman, attore, produttore cinematografico e regista statunitense (Fairport, n.1967 - New York, † 2014)
- Rick Hoffman, attore statunitense (New York, n.1970)
- Robert Hoffman, attore, ballerino e coreografo statunitense (Gainesville, n.1985)
- Ruby Hoffman, attrice statunitense (Filadelfia, n.1886 - Oxford, † 1973)

## Attori pornografici(1)
- Chloe, ex attrice pornografica, modella e sceneggiatrice statunitense (Thousand Oaks, n.1971)

## Bobbisti(1)
- Sylvia Hoffman, bobbista e ex sollevatrice statunitense (n.1989)

## Calciatori(1)
- Jason Hoffman, calciatore australiano (Newcastle, n.1989)

## Cantanti(1)
- Rosalie, cantante tedesca (Berlino, n.1993)

## Cestisti(5)
- Abraham Hoffman, cestista israeliano (n.1938 - † 2015)
- Brad Hoffman, ex cestista statunitense (n.1953)
- Ebony Hoffman, ex cestista e allenatrice di pallacanestro statunitense (Los Angeles, n.1982)
- Howie Hoffman, cestista statunitense (Bridgeport, n.1921 - Danville, † 1996)
- Paul Hoffman, cestista e dirigente sportivo statunitense (Jasper, n.1925 - Baltimora, † 1998)

## Danzatori(1)
- Tinna Hoffman, ballerina e personaggio televisivo danese (Århus, n.1983)

## Direttori d'orchestra(1)
- Irwin Hoffman, direttore d'orchestra statunitense (New York, n.1924 - Costa Rica, † 2018)

## Dirigenti sportivi(1)
- Tristan Hoffman, dirigente sportivo e ex ciclista su strada olandese (Groenlo, n.1970)

## Drammaturghi(1)
- William M. Hoffman, drammaturgo, sceneggiatore e librettista statunitense (New York, n.1939 - New York, † 2017)

## Fondisti(1)
- Noah Hoffman, ex fondista statunitense (Evergreen, n.1989)

## Giocatori di baseball(1)
- Trevor Hoffman, ex giocatore di baseball statunitense (Bellflower, n.1967)

## Imprenditori(1)
- Paul Gray Hoffman, imprenditore statunitense (Western Springs, n.1891 - New York, † 1974)

## Mezzofondisti(1)
- Abby Hoffman, ex mezzofondista e dirigente sportiva canadese (Toronto, n.1947)

## Pallanuotisti(1)
- Jean Hoffman, pallanuotista belga (Bruxelles, n.1893)

## Pittori(1)
- Seth Hoffman, pittore, incisore e insegnante statunitense (Filadelfia, n.1895 - New York, † 1948)

## Politici(2)
- Clare Hoffman, politico statunitense (Vicksburg, n.1875 - Allegan, † 1967)
- John Thompson Hoffman, politico statunitense (Ossining, n.1828 - Wiesbaden, † 1888)

## Produttori cinematografici(1)
- Gregg Hoffman, produttore cinematografico statunitense (Phoenix, n.1963 - Los Angeles, † 2005)

## Registi(3)
- Jerzy Hoffman, regista e sceneggiatore polacco (Cracovia, n.1933)
- Michael Hoffman, regista, sceneggiatore e produttore cinematografico statunitense (Hawaii, n.1956)
- Renaud Hoffman, regista, sceneggiatore e produttore cinematografico tedesco (n.1895 - Riverside County, † 1952)

## Sceneggiatori(1)
- Aaron Hoffman, sceneggiatore e paroliere statunitense (St. Louis, n.1880 - New York, † 1924)

## Scrittori(4)
- Alice Hoffman, scrittrice statunitense (New York, n.1952)
- Mary Hoffman, scrittrice inglese (n.1945)
- Paul Hoffman, scrittore e sceneggiatore inglese (n.1953)
- Paul Hoffman, scrittore, biografo e divulgatore scientifico statunitense (n.1956)

## Scultori(1)
- Malvina Hoffman, scultrice statunitense (New York, n.1885 - † 1966)